# 前212年
| 千纪： | 前1千纪 |
| 世纪： | 前4世纪 \| 前3世纪 \| 前2世纪                                                                                         |
| 年代： | 前240年代 \| 前230年代 \| 前220年代 \| 前210年代 \| 前200年代 \| 前190年代 \| 前180年代                               |
| 年份： | 前217年 \| 前216年 \| 前215年 \| 前214年 \| 前213年 \| 前212年 \| 前211年 \| 前210年 \| 前209年 \| 前208年 \| 前207年 |
| 纪年： | 秦始皇三十五年；衛君角三十年                                                                                          |

## 大事记

### 西方
- 西西里岛上的城市锡拉库萨被罗马征服。
- 汉尼拔占领他林敦。
- 南亞美尼亞王國國王薛西斯承認塞琉古帝國為宗主國。

### 中國
- 秦始皇使蒙恬除直道，道九原，抵雲陽，塹山堙谷千八百里，數年不就。[1]
- 秦朝開始造阿房宮。[1]
- 侯生、盧生相與譏議始皇，因亡去。始皇聞之大怒，下令：「諸生在咸陽者，吾使人廉問，或為妖言以亂黔首。」於是御史悉案問諸生。諸生傳相告引，最後有犯禁者四百六十餘人被坑殺。始皇長子扶蘇諫曰：「諸生皆誦法孔子。今上皆重法繩之，臣恐天下不安。」始皇怒，使扶蘇北監蒙恬軍於上郡。[1]

## 逝世
- 阿基米德，古希腊哲学家，数学家、物理学家（前287年出生）。